# Thysanopoda minyops
Thysanopoda minyops är en kräftdjursart som beskrevs av Brinton 1987. Thysanopoda minyops ingår i släktet Thysanopoda och familjen lysräkor. Inga underarter finns listade i Catalogue of Life.